# مطماطة (قبيلة)
مطماطة  قبيلة أمازيغية ، ارتحلوا إلى إسبانيا فالقرن السابع ميلادي لفتح الأندلس من صلب جنود طارق بن زياد ليعود جزء منهم في وقت لاحق ويستقرو في منطقة مطماطة وشنني الجبلية في ربوع الجنوب الشرقي التونسي.

## أصل
يتطرق أبن خلدون إلى مطماطة على لسان النسابة سابق المطماطي أن الإسم الحقيقي لمطماطة هو مصكاب   وأردف نسبه كالآتي : مطماطة بن فاتن بن تمصيت بن ضري بن زحيك ابن مادغيس الأبتر

## تاريخ
الرواية الإسبانية تقول أن الملك القوطي وقلة Akhila, عندما عزل من ملكه ذهب انصاره إلى حليفه الكونت يوليان حاكم سبتة طالبين منه المساعدة، فقادهم يوليان إلى موسى بن نصير بالقيروان حيث تم الاتفاق على أن يمدهم موسى بجيش من عنده ليرد إلى ملكهم المعزول عرشه بشرط دفعهم جزية سنوية للعرب.